# Rico Diogo Mahel
Rico Diogo Mahel (* 20. Mai 1989 in Güstrow) ist ein deutsch-mosambikanisch-portugiesischer Filmregisseur, Drehbuchautor, Filmeditor und Fotograf.

## Leben
Mahel studierte von 2008 bis 2011 Fotografie am Lette-Verein Berlin. Nach zahlreichen Einzel- und Gruppenausstellungen folgten eine Kooperation mit dem Staatsballett Berlin mit Ausstellung seiner Arbeit in der Staatsoper Unter den Linden, der Fotografiepreis vom Kulturmagazin Opus für sein Projekt „σῶμα“ (sõma) und diverse Veröffentlichungen in Online- und Printmedien, z. B. dem Kaltblut Magazine. Seit 2011 studiert er Regie an der Deutschen Film- und Fernsehakademie Berlin.
Sein Kurzfilm Inferno gewann u. a. den Publikumspreis beim Randfilm Festival in Kassel und wurde bei den Terre di Cinema – International Cinematographer Days in Italien in der Kategorie „Beste Kamera“ mit dem Iris Award ausgezeichnet. Sein Kurzfilm Wights in Paradise feierte Weltpremiere beim Durban International Film Festival in Südafrika. 2016 wurde Mahel mit seinem Werk beim Sapporo International Short Film Festival in Japan für den Grand Prix nominiert.
Neben Filmen dreht Mahel auch Musikvideos, wie z. B. Technicolor für den DJ Lunakid, das zu zahlreichen Filmfestivals eingeladen wurde, u. a. den Berlin Music Video Awards und dem Interfilm Berlin.

## Werke

### Filmografie (Auswahl)
- 2012: Bagatelle (Kurzfilm)
- 2014: Bis wir Bluten (Kurzfilm)
- 2015: Inferno (Kurzfilm)
- 2016: Wights In Paradise (Kurzfilm)
- 2018: Sort Sol (Kurzfilm)

### Musikvideos
- 2016: Technicolor (Lunakid)
- 2018: Motorique (Mermonte)
- 2020: Mein Problem (Engst)[5]

## Auszeichnungen
- 2011: Fotografiepreis Opus Kulturmagazin
- 2016: Nominierung in den Kategorien „Bester Schnitt“ und „Beste Kamera“ beim Watersprite International Film Festival Cambridge
- 2016: Nominierung für Bestes Szenenbild beim Ibiza Music Video Festival
- 2016: Nominierung für Beste Kamera bei den Berlin Music Video Awards
- 2016: Iris Award in der Kategorie „Beste Kamera“ bei den Terre-di-Cinema International Cinematographer Days
- 2016: Publikumspreis beim Randfilmfest Kassel
- 2016: Nominierung für den Grand Prix beim Sapporo International Short Film Festival, Japan.
- 2017: Best Music Video Award beim Berlin Student Film Festival
- 2018: Best Music Video Award beim Basel Film Festival Gässli